# Косьма Веститор

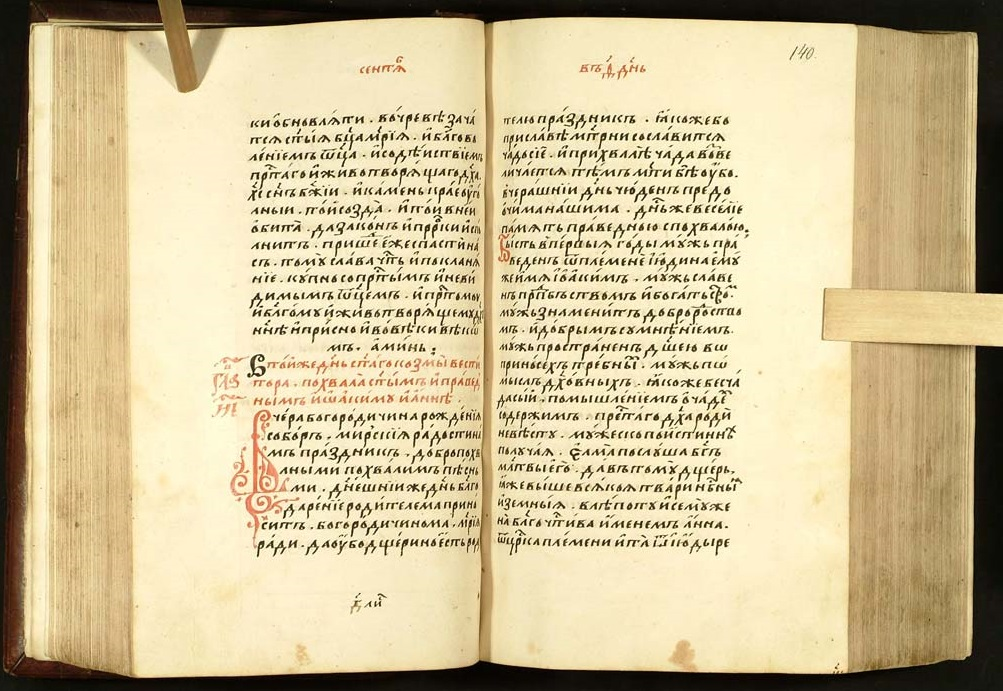
Минея четья месяц сентябрь, полуустав крупный, XVII века. Св. Козмы Веститора Похвала св. и правед. Иоакиму и Анне

Косьма́ Вести́тор (Косма́, Козьма́, Козма́; греч. Κοσμᾶς Βεστίτωρ, Κοσμᾶς Βεστιάριος; IX—X века) — византийский писатель, проповедник и агиограф.
Сведения о жизни Космы не сохранились. Его сочинения изданы в 106 томе Patrologia Graeca. Прозвище Космы — Веститор (лат. vestitor — «ризничий») — говорит о том, что Косьма служил в ризнице. Особая ризница была при дворе императора и при дворе патриарха. Характер его сочинений свидетельствует, что, вероятнее, он служил у последнего.
Сохранились энкомии Косьмы: праведным Иоакиму и Анне, пророку Захарии, великомученице Варваре, святителю Иоанну Златоусту. Житие Иоанна Златоуста, написанное Косьмой, указывает на то, что автор владел риторикой, оно написано периодами, в нём много фигур и тропов, таких как оксюморон, метафора, антитеза, риторический вопрос, сравнение, анафора и другие. Кроме того, сохранилось пять слов Косьмы на перенесение мощей Иоанна Златоуста (праздник совершается 27 января (9 февраля)); их отличает особое внимание автора к легендам о перенесении реликвии в Константинополь.
В латинском переводе, в единственной рукописи X века, сохранилась гомилия на Успение Марии (BHL 117). Это произведение разделено искусственно на четыре части. Согласно Косьме Веститору, Мария умерла в Иерусалиме при императоре Нероне, между 60 и 67 годами, в возрасте более восьмидесяти лет; возраст смерти Марии Косьмы отличается от возраста смерти Марии как у Ипполита Фивского — 59 лет, так у Епифания Монаха — 70 лет. У Веститора полностью сформирована вера в вознесение Марии; согласно гомилии Косьмы тело Марии оставалось нетленным в могиле в течение трёх дней, а затем Иисус Христос воскресил Марию и вознёс душу и тело Марии на Небо, где после этого она находится вместе со своим Сыном.